# Kanton Clefmont
Clefmont is een voormalig kanton van het Franse departement Haute-Marne. Het kanton maakte deel uit van het arrondissement Chaumont. Het werd opgeheven in maart 2015, overeenkomstig het decreet van 17 februari 2014.

## Gemeenten
Het kanton Clefmont omvatte de volgende gemeenten:
- Audeloncourt
- Bassoncourt
- Breuvannes-en-Bassigny
- Buxières-lès-Clefmont
- Choiseul
- Clefmont (hoofdplaats)
- Cuves
- Daillecourt
- Longchamp
- Maisoncelles
- Mennouveaux
- Merrey
- Millières
- Noyers
- Perrusse
- Rangecourt
- Thol-lès-Millières